# Axel Olaf Berner
Axel Olaf Berner (4. marts 1843 i Gildeskål – 8. december 1906 i Veldre, Hedemarken) var en norsk agronom, fætter til Hagbard Emanuel, Carl Christian og Søren Hjalmar Normann Berner.
Efter at have gennemgået Aas Landbrugsskole 1865 var Berner 1867-88 ansat i Selskabet for Norges Vels tjeneste, senere, indtil kort før sin død i statens som mejerimester. Hans virksomhed som omrejsende lærer i mejerivæsen blev af grundlæggende betydning for hans virkeområde, Norges hele Østland. Han fik oprettet hundreder af de før hans Tid omtrent ukendte mejerier, hævet produktionen ikke blot i mængde, men også i kvalitet og bidrog derved til at give denne side af landbruget et stærkt fremstød.